# Хе Ханьбінь
Хе Ханьбінь  (кит.: 何汉斌, 10 січня 1986) — китайський бадмінтоніст, олімпійський медаліст.

## Виступи на Олімпіадах
| Олімпіада  | Дисципліна | Місце |
| ---------- | ---------- | ----- |
| Пекін 2008 | мікст      | 3     |